# Phanerophlebia remotispora
Phanerophlebia remotispora är en träjonväxtart som beskrevs av Eugène Pierre Nicolas Fournier. Phanerophlebia remotispora ingår i släktet Phanerophlebia och familjen Dryopteridaceae. Inga underarter finns listade.